# Arnór
Arnór ist ein männlicher Vorname.

## Herkunft und Varianten
Arnór ist ein isländischer Name. Die norwegische Form des Namens ist Arnor.

## Namensträger
- Arnór Atlason (* 1984), isländischer Handballspieler
- Arnór Guðjohnsen (* 1961), isländischer Fußballspieler
- Arnór Þór Gunnarsson (* 1987), isländischer Handballspieler
- Arnór Smárason (* 1988), isländischer Fußballspieler
- Arnór Sigurðsson (* 1999), isländischer Fußballspieler
- Jón Arnór Stefánsson (* 1982), isländischer Basketballspieler
- Arnór Ingvi Traustason (* 1993), isländischer Fußballspieler